# Diaspora albanese
La diaspora albanese (in albanese Mërgata shqiptarë o Diaspora shqiptarë) è la migrazione volontaria o forzata degli Albanesi verso l'estero, verificatasi in diversi periodi della storia. Essa è composta dagli Albanesi e dai loro discendenti che vivono al di fuori dell'Albania, del Kosovo, del Montenegro sud-orientale, della Macedonia del Nord occidentale, della Serbia sud-orientale, della Grecia nord-occidentale e dell'Italia meridionale.
Le comunità più grandi di questa emigrazione si trovano in particolare in Italia, Argentina, Grecia, Romania, Croazia, Turchia, Scandinavia, Germania, Svizzera e Stati Uniti. Altre comunità importanti e in crescita si trovano in Australia, Brasile, Canada, Francia, Belgio, Nuova Zelanda e Regno Unito. La diaspora albanese è ampia e continua a crescere, con gli albanesi ora presenti in numeri significativi in numerosi paesi.
Le origini del fenomeno della migrazione dall'Albania risalgono agli inizi del Medioevo, quando numerosi albanesi emigrarono verso l'Italia meridionale e la Grecia per sfuggire a varie difficoltà socio-politiche e alla conquista ottomana. In tempi più recenti questo fenomeno si è registrato principalmente dal 1991, in seguito alla fine del comunismo in Albania. Oltre 800.000 albanesi hanno lasciato il paese, stabilendosi principalmente in Grecia e Italia in modo permanente o come forza lavoro temporanea.
Per quanto riguarda la diaspora kosovo-albanese, più di un milione di albanesi hanno lasciato definitivamente il Kosovo dalla fine degli anni '80, esclusi coloro che sono fuggiti dalla guerra del Kosovo, che sono successivamente tornati. Inoltre, le destinazioni importanti per l'emigrazione degli albanesi dal Kosovo sono state principalmente la Svizzera, l'Austria, la Germania e i paesi nordici. 
Benché l'emigrazione albanese abbia numeri tra i più elevati in Europa ed è in costante crescita, 
i discendenti degli emigrati albanesi possono identificarsi, adottare identità ibride o optare per non identificarsi con i propri ascendenti, per cui  scelgono di non dichiarare la propria etnia, come si deduce dalla sottostima dei censimenti di albanesi etnici in Nord America, Sud America e Oceania. Poiché la diaspora albanese è numerosa, antica e complessa, molti albanesi all’estero si sono sposati tra loro, si sono assimilati o hanno formato identità e comunità transnazionali. Queste ragioni, tra le altre, costituiscono un ostacolo nella valutazione della vera entità della diaspora albanese e dei totali della popolazione.